# Ørjan
Ørjan je norská podoba švédského mužského jména Örjan, které pochází z řeckého Georgios (Γεώργιος) a znamená „ten, kdo obdělává půdu“ – zemědělec. Ve jménu má svůj původ patronymické příjmení Ørjansen.

## Statistické údaje
Následující tabulka poskytuje podrobný přehled oblíbenosti křestního jména Ørjan v některých zemích, kde jsou k dispozici statistiky.
| stát          | muži         | muži   | muži   | narození chlapci | narození chlapci | narození chlapci | narození chlapci |
| stát          | počet        | podíl  | pořadí | počet            | podíl            | pořadí           |                  |
| ------------- | ------------ | ------ | ------ | ---------------- | ---------------- | ---------------- | ---------------- |
| Norsko        | 3 511 (2006) | 0,15 % | 151.   | 45 (2006)        | 0,15 %           | 140.             |                  |
| Švédsko Örjan | 5 984 (2006) | 0,13 % | –      | – (2006)         | –                | (> 100.)         |                  |

## Známí nositelé tohoto jména
- Ørjan Berg (* 1968) – norský fotbalista
- Ørjan Burøe (* 1974) – komik
- Ørjan Hatlevik (* 1984) – účastník v televizní soutěži Idol 2006 na TV 2
- Ørjan Nyland (* 1990) – norský fotbalista
- Ørjan Olsen – autor
- Ørjan Nilsen (* 1982) – norský producent, skladatel a DJ trance a progresivní elektronické hudby
- Ørjan Sæle – podnikatel